# Harley Quinn
Harley Quinn, właśc. „Harleen Frances Quinzel” – fikcyjna postać pojawiająca się w komiksach i filmach związanych z postacią Batmana. Zazwyczaj przedstawiana jest w czerwono-czarnym stroju z wielkim młotem albo kijem bejsbolowym. Kiedyś psychiatra, później pomocnica i dziewczyna Jokera.
Po raz pierwszy pojawiła się w serialu Batman. Nieco inaczej została przedstawiona w filmach Legion Samobójców, Ptaki Nocy i Legion samobójców: The Suicide Squad, gdzie zagrała ją Margot Robbie. Doczekała się również własnego serialu animowanego Harley Quinn, który opisuje jej życie po zerwaniu z Jokerem (postać fikcyjna), przygody jej składu, a także relacje ze swoją przyjaciółką i dziewczyną Poison Ivy.

## Historia
Harley Quinn została stworzona przez Paula Diniego i Bruce’a Timma specjalnie do jednego z odcinków animowanego Batmana z 1992 roku zatytułowanego „Przysługa Jokera”. Początkowo napisana jako postać niemająca się pojawić nigdy później. Wraz z procesem pisania odcinka, Dini wpadł na pomysł, aby umieścić w nim postać towarzyszącą Jokerowi, jak to ujął sam Dini: „Stworzyłem ją w ten sposób, że pisałem historię zatytułowaną Przysługa Jokera i była to moja pierwsza historia o Jokerze i chciałem, żeby była dobra i chciałem, aby Joker był wszystkim tym, kim jest w tych lepszych komiksach, co jest zabawne i przerażające, i egoistyczne, a ja pomyślałem, że może ktoś mu towarzyszący wydobędzie niektóre z tych cech osobowości”. Potem pomyślał o dawaniu Jokerowi poplecznika, inspirowanego kobiecymi postaciami towarzyszącym złoczyńcom z serialu Batman z lat 60.

## Życiorys
Harleen Quinzel już od dziecka interesowała się psychologią. Studiowała na uniwersytecie w Gotham. Po zdobyciu tytułu doktora była psychiatrą w szpitalu Arkham, o którym mówili, że każdego człowieka może uczynić szaleńcem. Harleen jest tego żywym przykładem. Wszystko zaczęło się od tego, gdy po raz pierwszy poznała Jokera i zamiast uciekać, zakochała się w nim.
Jej imię przykuło uwagę szaleńca, gdyż kojarzyło mu się z imieniem „Arlekin”. Łatwowierność Harleen tylko ułatwiła niecne plany Jokera. Myślała, że otwiera się przed nią, ale tak naprawdę nią manipulował. Opowiadał o jego nieszczęśliwym dzieciństwie przez co z czasem Harley zaczęła postrzegać go jako ofiarę. Użył on dziewczyny, by uwolnić wielu więźniów, ale nie trwało to długo. Administrator Jeremiasz Arkham cofnął Harleen licencję lekarską, a ona sama została umieszczona w Arkham pośród szaleńców, których niegdyś leczyła.

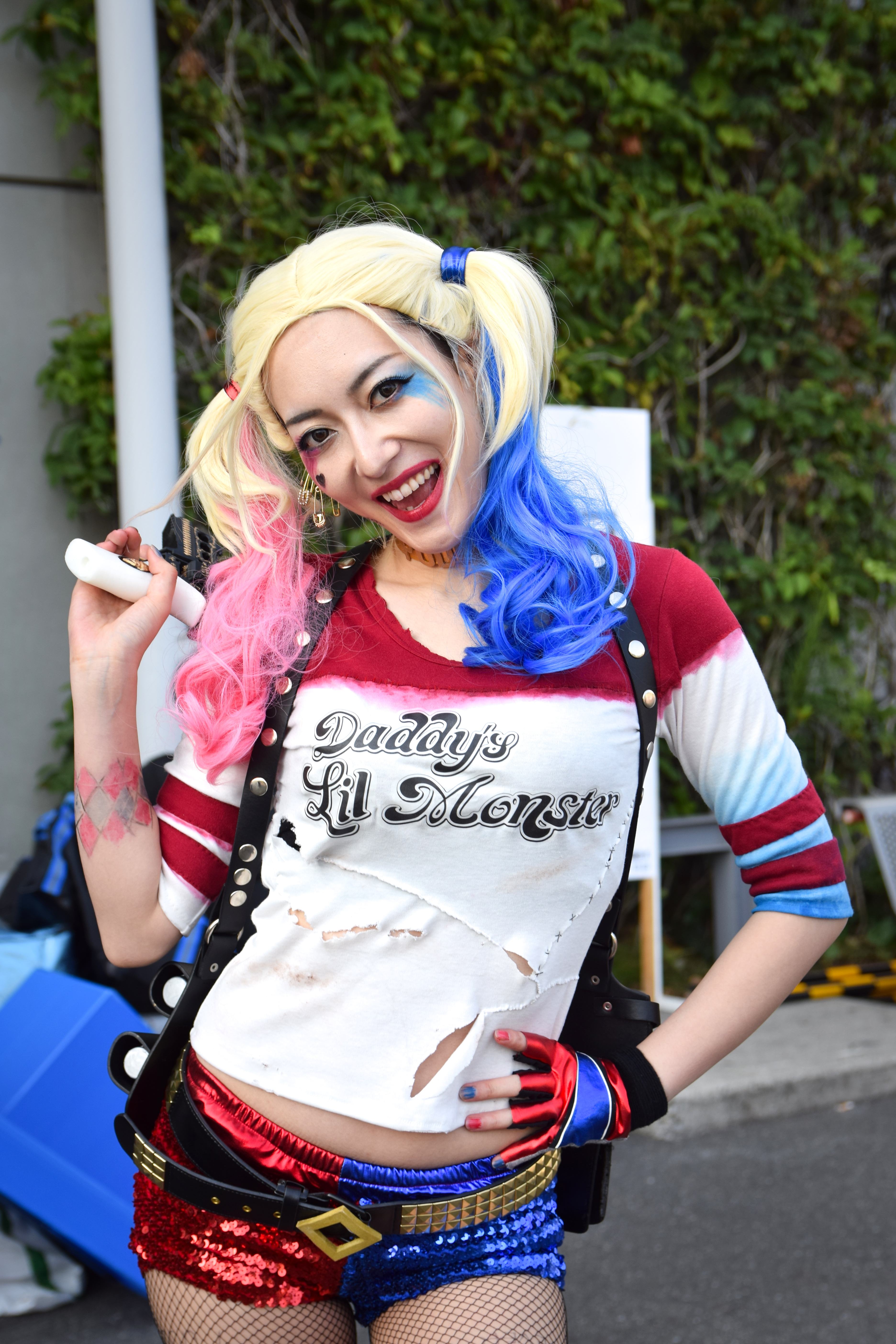
Cosplay Harley Quinn z Legionu Samobójców.

Zanim Gotham odcięto od reszty kraju, wszyscy zostali uwolnieni z Arkham – między innymi Harley. Dziewczyna wędrowała trochę podczas No Man’s Land, aż znalazła odpowiedni kostium i przywdziała go, następnie wytropiła Jokera. Ten rozpoznał w niej dawną lekarkę i trzymał siłą w pobliżu, dopóki go bawiła (myślała, że robi to dobrowolnie, by uszczęśliwić Jokera). Kiedy Harley zaczęła już nudzić „Pana J” (tak nazywała Jokera), to wtedy przykuł ją do rakiety i wystrzelił. Pocisk miał eksplodować i zabić dziewczynę, ale została ona uratowana przez Poison Ivy, która uleczyła ją jednym ze swych chemicznych „koktajli”. Napój nie tylko pozwolił jej wyzdrowieć, wzmocnił jej system immunologiczny, ale także zwiększył siłę i refleks. Harley postanowiła wrócić i zemścić się na Jokerze, ale wybaczyła mu, gdy ten ją przeprosił i została przy nim, pomagając we wszelkich szalonych przedsięwzięciach w trakcie No Man’s Land.
Po skończeniu No Man’s Land, wróciła do „Pana J.” Szaleniec ponownie postanowił się jej pozbyć, ale Harley zdecydowała, że będzie to ostatni raz. Wraz z Poison Ivy udała się do Metropolis, ale w wyniku interwencji Supermana dziewczyny zostały rozdzielone. Później dziewczyna zginęła w eksplozji odrzutowego plecaka. Jednak wróciła do życia i wraz z Poison Ivy i Catwoman stworzyła grupę Gotham City Sirens.
Wraz z pojawieniem się filmów Legion samobójców, Legion samobójców: The Suicide Squad, Ptaki Nocy (i fantastyczna emancypacja pewnej Harley Quinn) jej postać ewoluowała i nie jest już przedstawiana jako partnerka Jokera. W powiązanych serialach i komiksach często pojawia się motyw burzliwego zerwania z Jokerem, a także jej życie jako singielki.
W animacji Harley Quinn i powiązanym z nią spin-offem zatytułowanym Latawiec: W pytkę! twórcy ostatecznie rozprawiają się z jej poprzednim związkiem i skupiają się na jej relacji z Poison Ivy, której charakter kontrastuje z jej poprzednik związkiem i wydaje się być oparty na zdrowej relacji i wzajemnym szacunku.